# Teretia megalembryon
Teretia  megalembryon é uma espécie de gastrópode do gênero Pleurotomella, pertencente a família Raphitomidae.